# Joboppia expansum
Joboppia expansum är en kvalsterart som först beskrevs av Paoli 1908.  Joboppia expansum ingår i släktet Joboppia och familjen Oppiidae. Inga underarter finns listade i Catalogue of Life.